# 眉紋環蛺蝶
眉紋環蛺蝶（學名：Neptis sankara），又名素木三線蝶、斷環蛺蝶、眉原三線蝶、繖環蛺蝶、寬帶三線蛺蝶。

## 描述

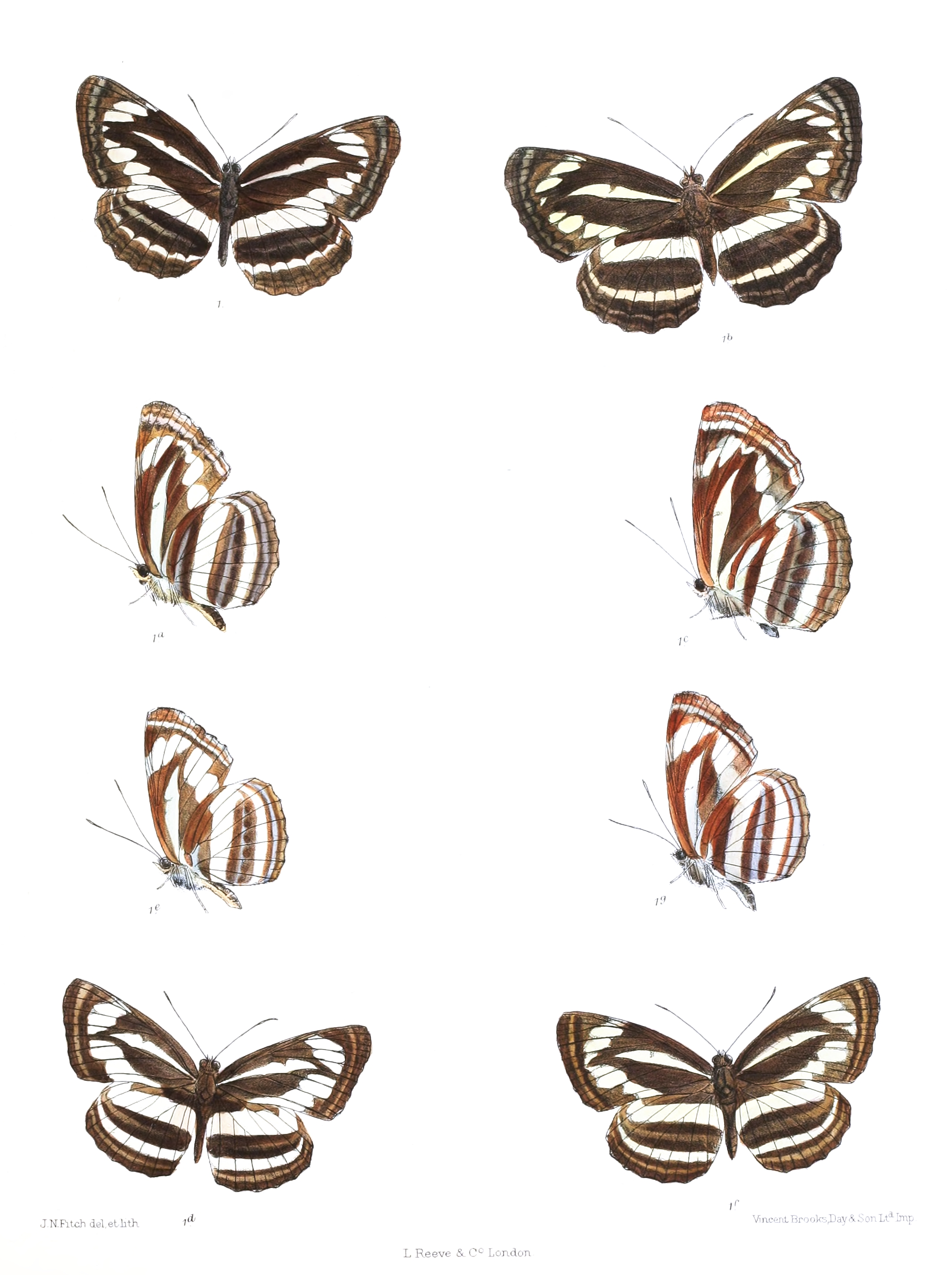
《印度鱗翅目,第 4 卷》

本種為中型蛺蝶，雌雄差異不明顯。體背黑褐色具金屬光澤，腹側白色。
雄蝶特徵：
頭黑褐，觸角末端略膨。口器褐色，下唇鬚白色、背面黑褐。胸背褐色，腹白。足白色、末端略泛褐；前足跗節癒合成針狀並具毛。腹背褐、腹面白。
翅形方面：
- 前翅長34-38 mm，寬闊近三角形，前緣近直，外緣略凸，翅頂鈍。
- 後翅扇形，外緣略呈鋸齒，翅脈末端略突出。

翅背底色為黑褐色，具明顯白色帶紋與斑點：
- 前翅中室有白條延伸至M2室呈眉形，基部具小缺刻，末端尖；中央斑列呈弧形，亞外緣有兩列模糊白色細帶，外緣並列白點。
- 後翅具兩條白帶：內側較寬直，外側較細彎曲，外側帶外另有灰黃色細線，亞外緣還有一灰色線紋。

翅腹面底色為深赭褐色，白色斑紋位置與背面相對應，邊緣常鑲深色斑。前翅亞外緣的白帶較明顯，後翅基部有兩條白線。外緣線呈雙層，緣毛黑白相間。雄蝶後翅背面前緣具銀灰色性標（特化鱗區）。
雌蝶與雄蝶相似，但翅幅較寬，無性標，前足跗節具爪、分節且無毛。

## 分佈
分布於印度北部、喜馬拉雅地區、華西至華東及臺灣；臺灣則見於本島低至中海拔山區。

## 棲地
主要棲息於常綠闊葉林，成蝶於春夏季出現，會吸食腐敗物與水分；寄主植物為薔薇科的山櫻花。一年可能有多個世代，以幼蟲態越冬。